# Józef Hornowski (1916−2011)
Józef Hornowski (ur. 6?/19 listopada 1916 w Kutaisi, zm. 13 czerwca 2011 w Warszawie) – polski lekarz i wojskowy, specjalista w zakresie chorób wewnętrznych, działacz społeczny, współtwórca powstałego po przemianach z 1989 samorządu lekarskiego.

## Życiorys
Urodził się na terenie Gruzji w rodzinie inżyniera Michała Hornowskiego i nauczycielki Marii z domu Niwińskiej. Rodzina osiedliła się w Polsce w 1923. W 1935 zdał maturę w gimnazjum w Toruniu, po czym podjął studia na Wydziale Lekarskim Uniwersytetu Warszawskiego. W okresie II wojny światowej pracował w służbach epidemiologicznych. W ramach tajnego nauczania dokończył w 1943 studia medyczne (potwierdzenie dyplomu na UW uzyskał w 1945). Był asystentem Witolda Orłowskiego, zajmował się też szkoleniem studentów w ramach tajnych kompletów.
Po wybuchu powstania warszawskiego został lekarzem dyżurnym w II Klinice Chorób Wewnętrznych. W połowie sierpnia 1944 personel i pacjenci placówki zostali przymusowo wysiedleni do obozu przejściowego w Pruszkowie. Po kilku dniach zbiegł z obozu, pracował następnie w szpitalu Rady Głównej Opiekuńczej we Włochach.
W 1945 został powołany do Wojska Polskiego, pracował jako kierownik laboratorium i epidemiolog, później jako wykładowca w Łodzi. Zdemobilizowany w 1947, specjalizował się w zakresie chorób wewnętrznych, a w 1952 doktoryzował się w zakresie nauk medycznych. Praktykował jako lekarz, a także jako wykładowca. W 1951 ponownie zmobilizowany, pracował jako lekarz wojskowy w różnych jednostkach, nadal zajmując się działalnością naukową. W 1957 uzyskał specjalizację drugiego stopnia w zakresie medycyny lotniczej. W tym samym roku powierzono mu organizację oddziału chorób wewnętrznych w Wojskowym Instytucie Medycyny Lotniczej. W 1972 awansowany na pułkownika, trzy lata później przeszedł w stan spoczynku. Od połowy lat 70. pracował jako internista w jednej z warszawskich przychodni lekarskich.
Był członkiem Towarzystwa Lekarskiego Warszawskiego i Polskiego Towarzystwa Lekarskiego, pełnił funkcję sekretarza zarządu głównego PTL. Od 1978 był sekretarzem Komitetu Budowy Domu Lekarza Seniora w Warszawie, który został otwarty w 1992. Od 1981 działał na rzecz reaktywacji izb lekarskich, w 1989 dołączył do komitetu organizacyjnego, uczestniczył w kolejnych zjazdach (wyróżniony godnością delegata honorowego).

## Odznaczenia
- Krzyż Komandorski z Gwiazdą Orderu Odrodzenia Polski (2009)[3]
- Krzyż Komandorski Orderu Odrodzenia Polski (2001)[4]